# Alida Bergman
Alida Wilma Sofia Bergman, född 29 maj 1868 i Överkalix församling, död där 23 augusti 1935, var en svensk kvinnosakskvinna. Hon var ordförande för Föreningen för kvinnans politiska rösträtt i Överkalix 1916–1921.
Bergman var föreståndare för telefonstationen, postmästare och småskollärare i Överkalix. Hon dog ogift.